# Бомбардировка Элистанжи
Бомбардировка Элистанжи — эпизод Второй чеченской войны, произошедший 7 октября 1999 г. В ходе авиаудара российских ВВС по с. Элистанжи, Веденского района Чечни, было убито и ранено около 100 мирных жителей.

## Бомбардировка
7 октября 1999 года между 12 и 13 часами село Элистанжи Веденского района Чеченской Республики подверглось ракетно-бомбовому удару самолётами Российских ВВС. Ракетно-бомбовый удар привел к большому числу жертв среди гражданского населения из числа жителей села. Жертвы и свидетели бомбардировки в своих показаниях указывают, что на её момент в селе Элистанжи не находилось каких-либо военных объектов или объектов, которые можно было бы принять за военные. В ходе атаки на село погода была ясная, и самолёты были видны с земли отчетливо.
9 октября 1999 г. место бомбардировки посетил представитель общества «Мемориал» А. Н. Миронов. Он зафиксировал зону сплошных разрушений (300 на 800 м). По словам местных жителей, разрушения возникли 7 октября около 12 часов дня в результате бомбардировки с большой высоты. Характерной особенностью разрушений является взаимное перекрывание зон поражения отдельных боеприпасов. Таким образом, по мнению общества «Мемориал», имела место ковровая бомбардировка. В селе Элистанжи и его окрестностях Миронов не обнаружил никаких объектов, которые можно было бы принять за военные..

## Жертвы бомбардировки
34 человека из числа погибших, похоронены на кладбище в с. Элистанжи; согласно списку, составленному со слов местных жителей, это в основном женщины и дети. Кроме того, по неподтверждённым данным, тела погибших в Элистанжи беженцев из других сел, укрывавшихся там (число их не установлено), были увезены родственниками для похорон на родовые кладбища. Относительно небольшое число погибших объясняется редкой застройкой села, где дома разделены обширными садами и огородами. В больницах г.Шали и Грозного представитель «Мемориала» беседовал с ранеными из с.Элистанжи (всего около 20 человек). Из них лишь один взрослый мужчина, а остальные — дети и женщины.
В результате атаки была разрушена сельская школа, а также частные домовладения. Общее количество жертв данной бомбардировки из числа гражданского населения составляет не менее 95 человек — 35 убитых и 60 раненых и искалеченных. Среди погибших 10 человек являлись детьми от грудных младенцев до 14 лет включительно (7 мальчиков и 3 девочки), 7 человек — стариками от 61 года и старше (3 мужчин и 4 женщины). Среди раненых и искалеченных на момент трагедии 23 человек являлись детьми от грудных младенцев до 14 лет включительно (12 мальчиков и 11 девочек).
Список погибших в Элистанжи составлен из двух различных списков. Оба источника дают одинаковое количество погибших, но приводят подчас разные сведения о именах, фамилиях и возрасте; кроме того, различен порядок следования людей в списке. Согласно списку раненых, поступивших 7 октября в хирургическое отделение Шалинской центральной районной больницы, из 35 человек 11 дети до 14 лет, 3 старше 60 лет. Из взрослых — от 15 до 60 лет — раненых 11 человек — женщины и 8 мужчины. По сообщению правозащитницы Н. Эстемировой, к 21 октября общее число погибших и умерших от ран составило 48 человек.

## Следствие по факту бомбардировки села
Версия о том, что удар был произведен именно российскими военными самолётами, рассматривалась следственными органами Российской Федерации, как единственная. Российская Федерация никогда не опровергала причастность своих ВВС к бомбардировке села Элистанжи 7 октября 1999 года.
21 сентября 2009 года расследование уголовного дела, возбужденного по факту обстрела села Элистанжи, было приостановлено с формулировкой «за неустановлением лиц, совершивших преступление». Чеченский омбудсмен Нурди Нухажиев обратился к руководителю следственного управления СКП РФ по Чечне Виктору Леденеву с просьбой возобновить следствие по делу гибели жителей села Элистанжи Веденского района при бомбардировке 7 октября 1999 года. Заявители, обратившиеся к Нухажиеву, написали, что удар могли нанести только ВВС России, «ввиду того что с территории сопредельных государств нарушений воздушных границ зафиксировано не было. Найти летчиков, осуществивших налет, предоставлялось делом не столь уж и трудным».
Как отмечает «Межрегиональный Комитет против пыток», процессуальная история этого уголовного дела представляет собой цепь приостановлений и возобновлений расследования, сопряженных с тщетной попыткой передать расследование в руки органов военной юстиции. Следствием признан потерпевшими ряд граждан, от жертв и свидетелей получены показания об обстоятельствах бомбардировки, проведены медицинские экспертизы. Тем не менее, по состоянию на конец 2011 года, лица, подозреваемые в совершении преступления, не установлены, обвинение в причинении смерти и ранений гражданским лицам из числа жителей села Элистанжи никому не предъявлено, к уголовной ответственности никто не привлечен.
В 2011 году с жалобой в Страсбургский суд по правам человека, по факту бомбардировки Элистанжи, обратились сразу 75 человек. Среди них есть как близкие родственники погибших, так и лица, получившие тяжелые ранения.